# Mario Benjamín Menéndez
Mario Benjamín Menéndez (Chañar Ladeado, Santa Fe, 3 de abril de 1930-Ezeiza, Buenos Aires, 18 de septiembre de 2015) fue un militar argentino que alcanzó la jerarquía de general de brigada, combatió durante el Operativo Independencia, funcionario del Proceso de Reorganización Nacional investigado por crímenes de lesa humanidad, pero no condenado.
Se destacó por haber sido el gobernador militar de las islas Malvinas, Georgias del Sur y Sandwich del Sur durante la guerra de las Malvinas de 1982.

## Biografía
Hijo de un médico rural de Chañar Ladeado. Su hijo también llamado Mario Benjamín siguió la carrera de las armas en el Ejército y participó de la Guerra de Malvinas como subteniente del Regimiento de Infantería 5 en Puerto Howard.

### Participación en el Operativo Independencia
En 1975, con el rango de coronel, estuvo como jefe del Puesto de Comando Táctico (PCT) de la V Brigada de Infantería, en el marco del Operativo Independencia, ordenado por María Estela Martínez de Perón para eliminar la «subversión». El PCT estaba instalado en la localidad de Famaillá, provincia de Tucumán. Desde esa posición, Menéndez dirigió el centro clandestino de detención, tortura y exterminio conocido como «la Escuelita de Famaillá», el primero abierto durante el gobierno de María Estela Martínez. Por allí pasaron más de 1500 detenidos.
En marzo de 1982, Menéndez era general de brigada y el segundo comandante del I Cuerpo de Ejército en Buenos Aires. Menéndez era un miembro del Comité Militar, que asesoraba al presidente argentino una vez por semana en una serie de cuestiones, incluyendo la diplomacia extranjera, entrenamiento militar y el presupuesto militar.

### Guerra de las Malvinas

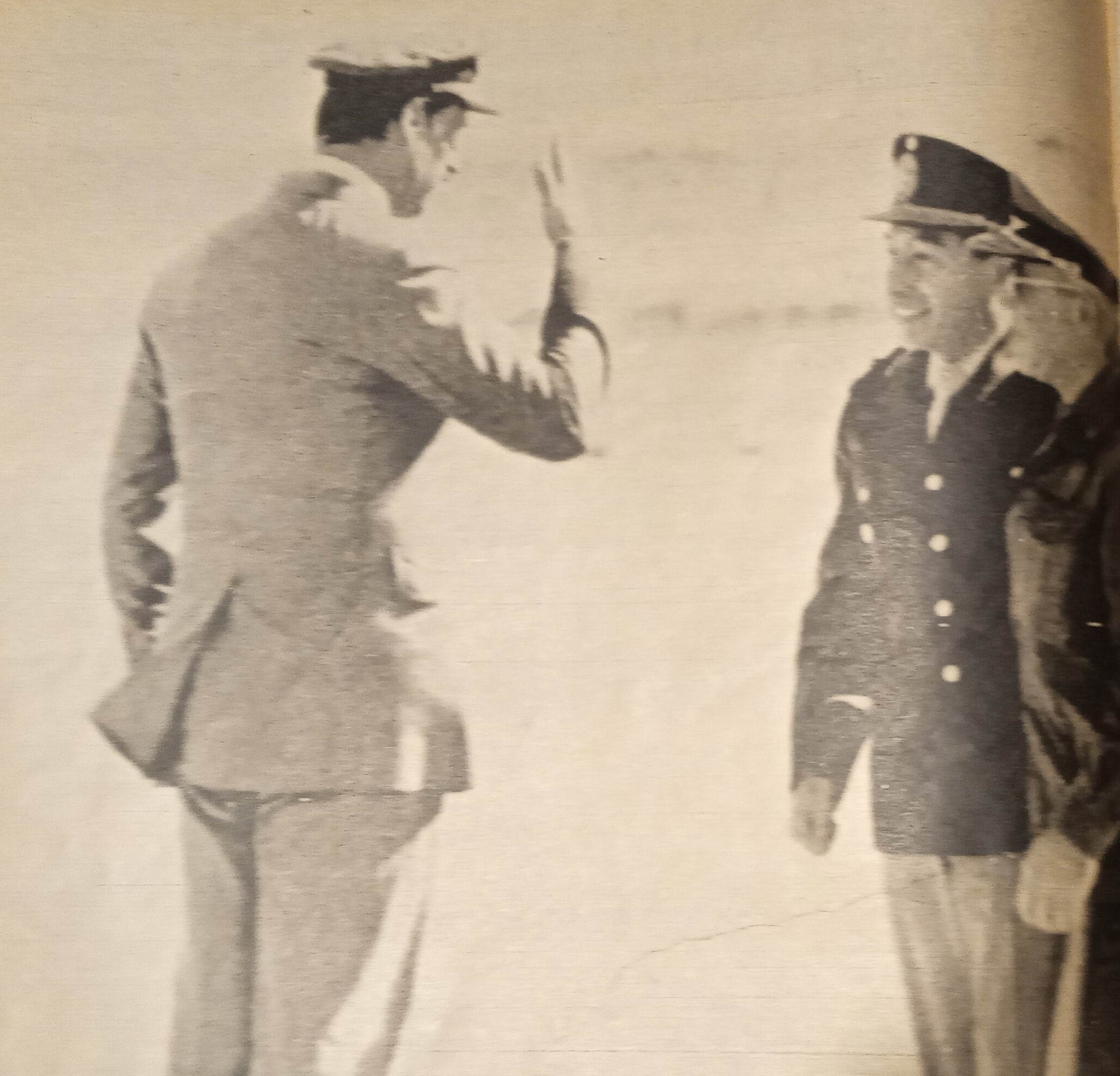
Menéndez llega, por primera vez, a las Islas Malvinas.

El 2 de abril de 1982, en la Operación Rosario, las Fuerzas Armadas argentinas desembarcaron en las islas Malvinas recuperando el control de dicho archipiélago ese día. El 3 de abril, la primera ministra británica Margaret Thatcher anunció que el envío de las Fuerzas Armadas británicas para recapturar las islas.
Ese mismo día, Menéndez fue designado Gobernador Militar del Territorio de las Islas Malvinas, Georgias y Sandwich del Sur por efecto del decreto nacional 681/82 S, y arribó a la capital de las islas el 7 de abril con la finalidad de asumir el cargo.
Un libro lo describió como un «soldado competente». El 26 de abril Menéndez fue nombrado titular del Comando Conjunto Malvinas por el gobierno argentino. Dos generales de brigada argentinos tenían mando de fuerzas en las islas, ambos tenían mayor antigüedad que Menéndez, y trataban sus órdenes como sugerencias.
Menéndez planeó pelear contra las fuerzas británicas en una campaña de desgaste, desde posiciones defensivas fijas. El plan fue posteriormente criticado por especialistas, aunque el historiador Duncan Anderson opinó después de la guerra que el plan «adaptaba admirablemente las capacidades de los soldados que había a su disposición».
Las tropas británicas desembarcaron en las islas en mayo, venciendo a las tropas argentinas y causándoles muchas bajas en el transcurso de ese mes. Producida la derrota argentina en la batalla de Pradera del Ganso el 29 de mayo, «el desánimo y pesimismo se apoderó de Menéndez y su sede se llenó de muchos oficiales argentinos». Sin embargo, en una jugada audaz, a finales de mayo Menéndez reunió a todas sus fuerzas especiales del Ejército, Gendarmería Nacional y Fuerza Aérea con un plan «para plantar una pantalla de norte a sur para atacar a la línea de la logística británica de comunicación y capturar a soldados británicos» pero fue emboscada por el Servicio Aéreo Especial y Cuadro de Guerra de Montaña y Ártico en los montes Kent y Simón. Allí fue derribado un helicóptero Puma, murieron 10 comandos argentinos y 23 resultaron heridos o hechos prisioneros en los combates. El brigadier Julian Thompson comentó: «Fue una suerte que yo hubiera ignorado las opiniones expresadas por Northwood de que era superfluo el reconocimiento de Monte Kent antes del avance del Commando 42. Si no hubiera estado allí el Escuadrón D, las fuerzas especiales argentinas habrían pillado al Comando antes del desembarco y, en la oscuridad y la confusión de una zona de aterrizaje extraña, nos hubiese causado muchas bajas en hombres y pérdida de helicópteros.»
Las fuerzas británicas prepararon un asalto a una serie de colinas a principios de junio, cerca de Puerto Argentino, lo que presionó a Menéndez a tratar de atacar el asentamiento de Fitzroy que había quedado recientemente bajo control británico, pero decidió permanecer en posición defensiva.
En el documental de las Malvinas: ¿Cuán cerca de la derrota?, el brigadier Julian Thompson, comandante de la Brigada de Comandos 3 en las islas Malvinas, reconoció que un contraataque argentino en este momento hubiese «hecho más lento el avance británico, causado muchas bajas y creo que, en mi opinión, podría haber obligado a la opinión internacional a caer sobre el gobierno británico, indicarle que lo que debía hacer era llegar a algún tipo de acuerdo». El comandante del Batallón de Infantería de Marina 5, Carlos Hugo Robacio dice en el documental, «Yo quería contraatacar, tenía un plan y las tropas estaban listas para ir. Estábamos planeando hacerlo en la noche, pero la autorización nunca llegó. El general me dijo con toda honestidad, «no puedo apoyar esto con la logística que tenemos». Creo que debería haber desobedecido las órdenes y contraatacado. Solo estuvimos a un paso de ganar la guerra. Debimos haber tomado ese último paso.»
El general Mario Menéndez pidió con urgencia al general Osvaldo García, comandante del Teatro de Operaciones Sur el envío de la IV Brigada de Infantería Aerotransportada (general Julio Fernández Torres) para lanzar en las Alturas Rivadavia por lo cual envió el jefe de Estado Mayor del Comando Conjunto Malvinas (general Américo Daher) y dos de sus oficiales, los coroneles Isidro Cáceres, de Operaciones y Francisco Cervo, de Inteligencia en un avión Fokker F-28 al continente en la noche del 9 al 10 de junio. Esa operación era clave para desgastar al enemigo en monte Kent, con el General Fernández Torres, diciendo que estaba dispuesto a llevar adelante esa operación a partir del 12 de junio, siempre y cuando tuviera cobertura aérea.
Después que las colinas fueron capturadas por los británicos, Menéndez consideró replegar sus fuerzas hacia el casco urbano de Puerto Argentino, y defender el aeródromo cercano.
Un diplomático destinado en Buenos Aires, dijo después del desembarco británico: «Menéndez nunca rendirá las Falklands a menos que esté convencido de que el honor de la Argentina será respetado. Si llega a estar en riesgo, seguirá peleando, tal vez después de que su propia gente le diga que es tiempo de parar.» En los últimos días de la lucha, Menéndez visitó el hospital local y en una entrevista transmitida por una estación de televisión argentina, dijo que la visión de los heridos y los cirujanos militares ocupados en su trabajo de ellos, dejó en él una marca indeleble.
Antes del amanecer del 12 de junio, el segundo jefe del Regimiento 7, el entonces mayor Carlos Eduardo del Valle Carrizo Salvadores, se entrevistó con el general Menéndez. No tenía buenas noticias. Menéndez recuerda hoy que ordenó que le permitieran a Carrizo y sus hombres lavarse, que le dieran ropa de abrigo, «y dijo que si había un poco de whisky, que le dieran. Uno tiene que darle al menos cuarenta y ocho horas a un hombre para que se reponga del combate, y no teníamos ese tiempo.» Carrizo Salvadores y su tropa encararon después el último contraataque, frustrado, contra el 2 PARA (2.º Batallón de Paracaidistas británicos).
El 14 de junio, Menéndez habló por radio con Leopoldo Galtieri, presidente de facto de la Argentina, acerca de la situación. Galtieri le dijo  que debía contraatacar a las fuerzas británicas con todos sus soldados, diciendo que el Código Militar argentino estipula que un comandante debe luchar hasta que haya perdido el 50 % de sus hombres y utilizado el 75 % de sus municiones. Además agregó que «hoy la responsabilidad es suya». Duncan Anderson sostiene que fue ese el momento en el que la moral de Menéndez finalmente se quebró. Menéndez respondió: «No puedo pedir más a mis tropas, después de todo por lo que han pasado… no tenemos la capacidad para retirarnos a las alturas… no tenemos ninguna habitación, no tenemos medios, no tenemos apoyo…». Anderson escribió que Menéndez estaba entonces psicológicamente aislado, y creía que había sido abandonado por su gobierno, así que comenzó a comunicarse casi con gratitud con el oficial británico hispanoparlante que se puso en contacto con él por la radio sanitaria. Menéndez acordó reunirse por la tarde con los representantes del comandante de las fuerzas terrestres británicas en las islas y entregó sus fuerzas por la noche. El soldado raso Rhys Milton, un conscripto argentino de ascendencia británica que estuvo presente en la sala de radio, informó que poco después de la conversación un proyectil de mortero cayó en el patio de atrás, golpeando al general Menéndez contra una puerta y rociando la habitación con esquirlas.

## Posguerra de Malvinas
Antes de que se cumpliese un mes de la rendición, Menéndez había sido relevado de su cargo. De acuerdo con la madre de Menéndez, Hilda Villarino de Menéndez, su hijo fue detenido en octubre de 1983 por el Ejército Argentino y enviado a una base durante 60 días de detención disciplinaria. Ella dijo que el arresto tenía «aparentemente algo que ver» con un libro que su hijo había publicado y que abarca sus experiencias durante la guerra.
El 17 de octubre de 2012, por orden del juez federal N.º 1 de Tucumán, Daniel Bejas, fue detenido junto a 16 exmilitares en una causa relacionada con el Operativo Independencia. Se le imputaron los delitos de «asociación ilícita, violaciones de domicilio, privaciones ilegales de libertad con apremios ilegales, vejaciones y torturas agravadas, violaciones, abusos sexuales y homicidios calificados», pero debido a su fallecimiento no llegó a ser condenado.
El 18 de septiembre de 2015 falleció luego de dos semanas de estar internado. Sus cenizas y las de su hijo veterano de guerra (fallecido en 2016) fueron esparcidas en las Islas Malvinas.

## Evaluación militar
En retrospectiva, los historiadores Max Hastings y Simon Jenkins criticaron el hecho de que el Ejército Argentino fallara en no defender los lugares clave de las Malvinas, impedir el avance británico, o acosar o contraatacar las posiciones que habían sido capturados por el ejército británico, y sostuvieron que Menéndez pudo haber carecido de confianza en la capacidad de sus soldados (teniendo en cuenta que estos soldados eran jóvenes de 19 años y en menor medida de 18 que tenían distinto nivel de entrenamiento de tres meses, seis meses a 12 meses de instrucción), así como sugieren que Menéndez fue sorprendido por el hecho de que los británicos estaban decididos a recuperar las islas. Sin embargo sostienen que el despliegue de las fuerzas de Menéndez fue bueno.
Otros historiadores, como Mark Adkin, Nick van der Bijl, David Aldea, Roberto Boila, Alejandro Corbacho y Hugh Bicheno, en las obras más recientes han revaluado el desempeño de las fuerzas terrestres argentinas y concluyen que sus oficiales y suboficiales en general lucharon bien en Pradera del Ganso y que los argentinos (los comandos del Ejército y la Gendarmería Nacional) contraatacaron el SAS en el monte Kent y hostigaron el patrullaje de las fuerzas británicas en el período entre el 1 y el 10 de junio. Los libros Nine Battles To Stanley, 5th Infantry Brigade in the Falklands, Razor's Edge y el sitio web del veteranos de guerra británicos Britains-smallwars.com (véase Up Close & Personal: The Argentinian War) describen en gran detalle los contraataques argentinos llevado a cabo a nivel de pelotón y compañía de fusileros en las alturas que rodean la capital de las Malvinas, que a veces amenazaba con descarrilar el avance británico.[cita requerida]